# 福斯 (东比利牛斯省)
福斯（法語：Fosse，法語發音：[fos] ⓘ）是法国东比利牛斯省的一个市镇，属于普拉德区。

## 地理
福斯（42°47'18"N, 2°25'52"E）面积4.43 平方千米，位于法国奧克西塔尼大區东比利牛斯省，该省份为法国大陆部分最南部的省份，涵盖了北加泰罗尼亚，北起奥德省，西接阿列日省和安道尔，南与西班牙接壤，东临地中海。
与福斯接壤的市镇（或旧市镇、城区）包括：圣保罗德弗努耶、圣马丹德弗努耶、维拉、弗努耶、科迪耶斯-德弗努耶德、勒维维耶。
福斯的时区为UTC+01:00、UTC+02:00（夏令时）。

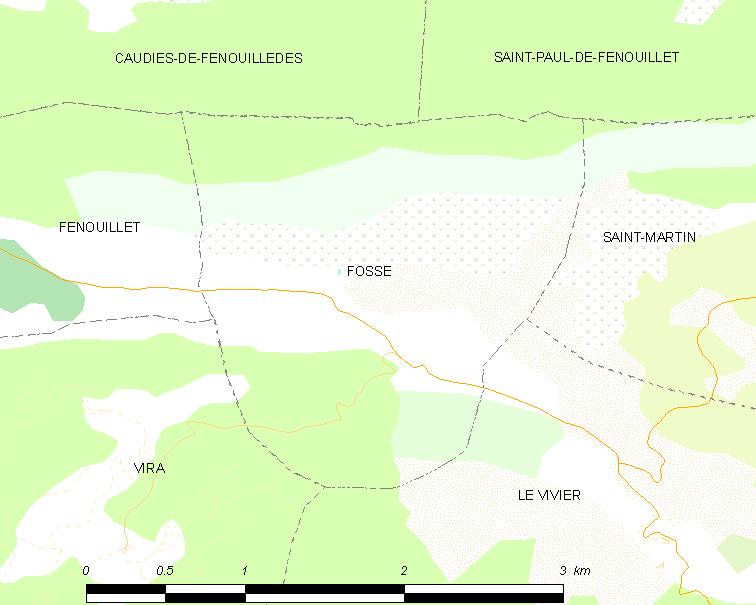
福斯的OSM定位图

## 行政
福斯的邮政编码为66220，INSEE市镇编码为66083。

## 政治
福斯所属的省级选区为阿格利河谷县。

## 人口

1962-2008年间福斯人口变化图示

福斯于2022年1月1日时的人口数量为46人。